# Triumph (banda)
Triumph é uma banda de rock/hard rock do Canadá, que fez sucesso de meados da década de 1970 até o final dos anos 80.
A banda começou sua carreira fazendo pequenos shows e apresentações em sua cidade natal, Toronto. Foi formada por Gil Moore, baterista e vocalista, Mike Levine, baixista e tecladista, e Rik Emmett, guitarrista, vocalista e compositor, que se conheceram em 1975.

## História

### Década de 70
O trio, formado em 1975, frequentemente comparado ao também canadense Rush por seu estilo musical, começou tocando um hard rock muito particular, musicalmente bem estruturado, ao mesmo tempo em que deixava de lado os álbuns conceituais (em “moda” na época) e o experimentalismo. Certa vez, Gil Moore definiu o som da banda como um misto de Emerson Lake & Palmer com The Who. No entanto, as composições de Emmett, mostraram uma banda tocando músicas cada vez mais próximas do rock progressivo. Além disso, cada álbum do Triumph trazia uma faixa solo de violão, frequentemente um “destaque” no meio de outras músicas mais pesadas e algumas baladas. um dos grandes sucessos da banda foi figth the good figth com grandes e positivas criticas pelo publico. Uma vantagem do baterista Gil Moore era a sua capacidade de cantar e tocar bateria ao mesmo tempo, o que ocorreu em muitas faixas, como em "When the Lights Go Down" e "Allied Forces", por exemplo, apesar de sua técnica vocal nunca ter atingido um patamar muito elevado. Já Mike Levine, além de seus arranjos no teclado, foi importante para a banda por ter produzido os primeiros álbuns da banda e ser uma espécie de organizador das apresentações.

## Discografia
- 1976 - In the Beginning
- 1977 - Rock and Roll Machine
- 1979 - Just a Game
- 1980 - Progressions of Power
- 1981 - Allied Forces
- 1981 - King Biscuit Flower Hour
- 1983 - Never Surrender
- 1984 - Thunder Seven
- 1986 - Rock and Roll Machine
- 1986 - The Sport of Kings
- 1987 - Classics
- 1987 - Surveillance
- 1988 - Stages
- 1992 - Edge of Excess